# 伊牟田經正
伊牟田 經正（いむた つねまさ、1934年11月5日-2018年5月18日）は、日本の洋画家。光風会名誉会員、日展会員。日展評議員、光風会理事を歴任。

## 経歴・人物
鹿児島県喜入村中名（現・鹿児島市喜入中名町）生まれ。小学生の頃から図画が得意だった。鹿児島県立甲南高等学校では美術部に所属し油絵を描き始め2年生の頃に画家を志す。高校時代、南日本美術展に出品。また、彼が3年生の時に、同校文学部が機関誌『深海魚族』を創刊した際、頼まれて表紙絵を提供している。甲南高校卒業後に上京し、新橋の光風会美術研究所で学ぶ。デザイン会社、映画看板屋、ペンキ屋などを遍歴した後、レーシングカーのサインペインターをしながら絵画制作を続ける。
1962年、第48回光風会展で初入選。以後、光風会展と日展を中心に出品を重ねる（受賞歴は後述）。1970年に光風会会員となり、その頃から絵に専念。1971年～1984年、具象絵画の登竜門といわれる安井賞展に連続出品。その他、光風会と日展への出品と並行して、1972年～1974年新鋭選抜展、1974年日本国際美術展、1977年～1981年・1986年国際形象展、1976年・1986年文化庁現代美術選抜展、1979年～1982年明日への具象展、1985年具象絵画ビエンナーレ展、1985年インド「日本現代絵画展」、1986年パリ「日本の油絵30人展」などに出品。また、1981年に郷里鹿児島のデパート山形屋で個展を開催。1991年に日展会員となる。2004年に光風会理事、2007年に日展評議員にそれぞれ就任（日展評議員は2014年まで）。2018年4月に銀座で個展を開く。同年5月、下咽頭がんのため千葉市にて逝去。
著書に技法書の『増補新版 伊牟田經正の油彩画』（河出書房新社、1994年11月）がある。国語国文学者の伊牟田經久は実兄。

## 受賞歴
- 1968年 - 第54回光風会展 光風会奨励賞[1]（「玉子」）[3]
- 1973年 - 第8回昭和会展 林武賞[2][3]
- 同年 - 第59回光風会展 桜花賞[3]
- 1978年 - 第10回日展 特選[1][2]（「刻まれた時」）[3]
- 1979年 - 第65回光風会展 特別記念賞（「彷徨」）[3][7]
- 1984年 - 第16回日展 特選[1][2]（「1984年の夏」）[3]
- 1990年 - 第76回光風会展 つばき賞[2][3]

## 作風
画材の深い認識とテクニックにもとづいた緻密な具象表現を幻想的な画面構成を結び付けて、身近な事物の組み合わせで緊張した絵画空間を創造する。明快な形態描写と明るい色彩感覚に特徴がある。